# 羅伊施冰川
羅伊施冰川（英語：Reusch Glacier），是南極洲的冰川，位於維多利亞地的彭內爾海岸，最終在艾蘭斯角以東注入里萊灣，由英國探險隊繪入地圖，現時由南極條約體系管理。